# ネルソン・マンデラ・チルドレンズ・ファンド
ネルソン・マンデラ・チルドレンズ・ファンド（The Nelson Mandela Children's Fund、略称NMCF)は、ネルソン・マンデラによって設立された、慈善団体である。南アフリカに本拠地を置き、生まれてまもない子供から22歳までの個人を助けること、その中でも特に、AIDSによって孤児となった児童を救うことが使命だとしている。

## 沿革
1995年、マンデラは、ケープ・タウンのある街で、ストリート・チルドレン（＝家なし子・浮浪児）に話しかけるために足を止めた。そして、ファンドを設立しようと思い立ったのである。マンデラは言う。
 「それはある冬の寒い晩のことでした。ケープ・タウンの大統領府に戻るところでしたが、私はストリート・チルドレンの集団に出会い、彼らと話そうと思い、歩みを止めたのです。」「子供達は、あんたはどうして僕達を愛してくれるのか、と私に尋ねたのです。この質問を聞いて私は大変驚きました。それで、どうしてそんなことをきくのか、と質問したのです。すると、彼らは、あんたが海外からお金を手に入れると、いつも必ず僕達に分けてくれるから、と言うのです」
ファンドを設立するにあたって、マンデラは自分の給料の三分の一をファンドに寄付することを誓う。そして、資金調達を始めた。
ファンドは、ホームレスの若者達や貧困の中で暮らしている人達に対する援助を続けてはいたのだが、今や南アフリカに存在している、平均的な水準以下の暮らししかおくれず、自分の権利についてもろくに知らないような人達、あるいはエイズ禍により孤児となった子供達、HIVやAIDSにより人生が立ち行かなくなった人達、そして「子供が親の面倒をみなければならない世帯」に的を絞った援助を行おうとしている。

## 事業内容

### ゴエラマ計画
これは、共同体の力を結集する計画である。共同体の力を結集し、HIVとAIDSが若者に与える悪影響を軽減することが狙いである。この計画には、1335名の個人が参加し、75の自助グループを生み出している。これらのグループが、2328世帯のうちの2152名の子供達を援助している。この計画によって、小規模なビジネス、もしくは個人事業主によるビジネス、あるいはグループでのビジネスが援助を受けてきた。

### エフェン・バチャ・ユース・クラブ
エフェン・バチャ・ユース・クラブの目的は、若者達に、機会を与え、技術を与え、そして有益な助言を与える、こうしたことにある。クラブは、市民が参加してくれることを大いに歓迎しており、多様性と宗教的倫理に基づいた価値観に対して敬意を払うよう、鼓舞している。その活動には、スクール・セイフティ・セミナーといったセミナーが含まれている。スクール・セイフティ・セミナーとは、16日間の積極的実践主義の一部を構成するものであり、例えば、2006年には女性に対する暴力について学ぶという活動を行った。2007年3月には、エフェン・バチャ・ユース・クラブとNMCFが共同で、ティーンエイジ・プレグナンシー・セミナー（＝10代の妊娠セミナー）を開催した。これは、10代での妊娠がもたらす課題を解決することを最終的な目的とした、調査企画の開始に先立って行われたものであった。エフェン・バチャ・ユース・クラブは、読書拡大運動と青年議会運動にも関わっている。

### 身体障害者プログラム
NMCFの身体障害者プログラムは、体に障害を持つ青年達に地域共同体や普通学校になじんで、共存するための機会を与えること、また、平等に与えられた機会を享受できるようにすることを目的としている。このプログラムは、障害のある子供達にしばしば伴う汚名や不名誉な印象は、教育を通じて一掃することができると、家族や共同体に理解させ確信させるという働きをする。NMCFの身体障害者プログラムは、また、身体に障害のある青年達のための公的支給を増やすための活動を、政府と共同で行っている。

### その他の資金調達活動
ゴエラマ計画、エフェン・バチャ・ユース・クラブ、身体障害者プログラムの他にも、いろいろな慈善活動が定期的に計画されており、それは南アフリカ国内だけではなく、海外にも及んでいる。競売を前面に出したガラ・ディナーズは、ネルソン・マンデラ・チルドレンズ・ファンドとネルソン・マンデラ・ファンドの活動資金を募るために活用されている。こうしたイベントの一つに、マンデラ・デイ・ガラ・ディナー・アンド・オークションがある。このイベントは、元アメリカ大統領であるビル・クリントンが準備し、2009年7月15日にニュー・ヨークのヴァンダービルト・ホールで開催されたものである。もう一つのガラ・ディナー・アンド・オークションの成功例としては、2011年7月16日にケイプ・タウンで行われた、マンデラ・レガシー・キャンヴァス（＝油絵）・オークションがある。絵画は南アフリカの競売人、ラエル・レヴィットによって首尾良く競売にかけられて、250万ランド（＝2011年7月のレートで約3000万円）で売れたのである。

## 計画の共同者ならびに提携者
- Championing Children[5]
- Ebenezer
- Far North Community Care and Development
- Home Intervention – Hearing and Language Opportunities Parent Education Services (HI HOPES)
- Kidz Radio Project
- Regional Psychosocial Support Initiative (REPSSI)
- Rivoni Society For The Blind
- Siyakhathala Caring Network
- Sparrow Schools
- Special Olympics South Africa
- Youth Connection Project

## 資金調達者
| Date | Name                                                 | Location                                          | Funds raised |
| ---- | ---------------------------------------------------- | ------------------------------------------------- | ------------ |
| 2010 | Nelson Mandela Children’s Fund UK Annual Gala Dinner | Thomas Lord Suite at Lords Cricket Ground, London |              |
| 2010 | Stanley Sagov Benefit                                | Boston                                            |              |

## 後援者
ファンドに寄付をしてくれた貢献者たち:
- 2008年[8]、 ノルウェーのイェンス・ストルテンベルグ首相が100万米ドルを寄付[2]。
- 2010年、ジョン・トラボルタ, 1万米ドル[9]
- キャシー・オドウド、登山家、が25万ランド の資金調達を支援[10]。
- マイケル・フラットレー[11]
- マイケル・ジャクソンが"Michael Jackson & Friends"の慈善コンサートを通じて寄付。

## 寄付金
- 2009年 91,870,000 ランド ($12,746,661 USD)
- 2010年 64,346,000 ランド ($8,925,923 USD)[12]

## 窓口
同ファンドは、現在、南アフリカのヨハネスブルグ（本部）、英国のロンドンに事務所を構えている。ロンドン事務所は主に資金調達を行っている。

## 注
1. 1 2 3 4  Mandela focuses on Aids orphans - SouthAfrica.info
2. 1 2  Nelson Mandela Children's Fund
3. ↑  SGC to perform at Mandela Day Gala Dinner and Auction in NYC, SOWETO Gospel Fans, July 14, 2009
4. ↑  Mandela legacy canvas auctioned off for R2.5 million, SABC, Jul 17,2011
5. ↑  Nelson Mandela Children's Fund
6. ↑  Nelson Mandela Children’s Fund UK dinner sold out | Fab South African Stuff
7. ↑  Nelson Mandela Children's Fund Benefit with Stanley Sagov at Regattabar > Boston Events ListDead link
8. ↑  http://www.norway.org.za/NR/rdonlyres/4692443739FD4D8E86BF714F3B031750/110081/NMCFContract.pdf
9. ↑  Travolta Donates to Nelson Mandela Children's Fund - ABC News
10. ↑  Support the Nelson Mandela Children's Fund
11. ↑  The Mandela Children's Fund - Michael Flatley at the Celtic Cafe
12. ↑  http://www.nelsonmandelachildrensfund.com/userDownloads/DOC1287747504.pdf